# Gobiderma
Gobiderma — вимерлий рід пізньокрейдяних ящірок, скам'янілості яких відомі в пустелі Гобі на півдні Монголії. Вперше він був виявлений у результаті спільної польсько-монгольської палеонтологічної експедиції, а офіційно названий у 1984 році. У житті він, ймовірно, значною мірою нагадував ящірок роду Heloderma, хоча його череп був більш витягнутим, ніж у ящірок цього роду.